# Färöischer Fußballpokal 1988
Der Färöische Fußballpokal 1988 fand zwischen dem 10. April und 3. Juli 1988 statt und wurde zum 34. Mal ausgespielt. Im Endspiel, welches im Gundadalur-Stadion in Tórshavn auf Kunstrasen ausgetragen wurde, siegte Titelverteidiger HB Tórshavn mit 1:0 gegen NSÍ Runavík und konnte den Pokal somit zum 21. Mal gewinnen.
HB Tórshavn und NSÍ Runavík belegten in der Meisterschaft die Plätze eins und zehn, dadurch erreichte HB Tórshavn das Double. Mit MB Miðvágur erreichte ein Zweitligist das Halbfinale.

## Teilnehmer
Teilnahmeberechtigt waren folgende 21 A-Mannschaften der vier färöischen Ligen:
| 1. Deild | 2. Deild                                                                                | 3./4. Deild                        |
| B36 Tórshavn B68 Toftir GÍ Gøta HB Tórshavn ÍF Fuglafjørður KÍ Klaksvík LÍF Leirvík NSÍ Runavík TB Tvøroyri VB Vágur | B71 Sandur EB Eiði MB Miðvágur Royn Hvalba SÍ Sørvágur SÍ Sumba SÍF Sandavágur Skála ÍF | AB Argir Fram Tórshavn ÍF Streymur |

## Modus
Elf ausgeloste Mannschaften waren für die 2. Runde gesetzt. Die verbliebenen Teams spielten in einer Runde die restlichen fünf Teilnehmer aus. Alle Runden wurden im K.-o.-System ausgetragen.

## 1. Runde
Die Partien der 1. Runde fanden am 10. April statt.
|                | Ergebnis  |               |
| -------------- | --------- | ------------- |
| KÍ Klaksvík    | 5:2 (4:0) | B71 Sandur    |
| MB Miðvágur    | 1:0 (0:0) | B36 Tórshavn  |
| Royn Hvalba    | 0:3 (0:1) | TB Tvøroyri   |
| SÍ Sumba       | 5:0 (3:0) | Fram Tórshavn |
| SÍF Sandavágur | 7:1 (5:0) | EB Eiði       |

## 2. Runde
Die Partien der 2. Runde fanden zwischen dem 16. und 23. April statt.
|                 | Ergebnis             |                |
| --------------- | -------------------- | -------------- |
| ÍF Fuglafjørður | 00:1 (0:1)           | NSÍ Runavík    |
| VB Vágur        | 10:1 (?:?)           | ÍF Streymur    |
| B68 Toftir      | 2:3 n. V. (2:2, ?:?) | LÍF Leirvík    |
| GÍ Gøta         | 00:4 (0:1)           | TB Tvøroyri    |
| MB Miðvágur     | 02:0 (?:?)           | AB Argir       |
| SÍ Sørvágur     | 03:4 (3:1)           | KÍ Klaksvík    |
| Skála ÍF        | 04:0 (1:0)           | SÍF Sandavágur |
| SÍ Sumba        | 11:4 (0:2) 1         | HB Tórshavn    |

## Viertelfinale
Die Viertelfinalpartien fanden am 24. April statt.
|             | Ergebnis             |             |
| ----------- | -------------------- | ----------- |
| HB Tórshavn | 7:1 (6:0)            | VB Vágur    |
| KÍ Klaksvík | 1:2 (0:1)            | MB Miðvágur |
| LÍF Leirvík | 2:1 (2:1)            | TB Tvøroyri |
| Skála ÍF    | 2:3 n. V. (1:1, ?:?) | NSÍ Runavík |

## Halbfinale
Die Hinspiele im Halbfinale fanden am 12. Mai statt, die Rückspiele am 23. Mai.
|             | Gesamt          |             | Hinspiel  | Rückspiel            |
| ----------- | --------------- | ----------- | --------- | -------------------- |
| MB Miðvágur | 2:2 (4:5 i. E.) | HB Tórshavn | 2:1 (2:0) | 0:1 n. V. (0:1, 0:1) |
| NSÍ Runavík | 3:3 (5:4 i. E.) | LÍF Leirvík | 1:2 (?:?) | 2:1 n. V. (2:1, 1:0) |

## Finale
| Paarung        | HB Tórshavn – NSÍ Runavík |
| Ergebnis       | 1:0 (1:0) |
| Datum          | 3. Juli 1988 |
| Stadion        | Gundadalur, Tórshavn |
| Schiedsrichter | Petur Erhard Kjærbo (Sumba) |
| Tore           | 1:0 Jóannes Jakobsen (4., Elfmeter) |
| HB Tórshavn    | Kaj Leo Johannesen – Heðin Joensen, Niels Pauli Jacobsen, Jóannes Jakobsen , Jónleif Sólsker – Høgni í Stórustovu, Ingi Rasmussen, Bjarni Jakobsen, Leivur Holm – Gunnar Mohr, Uni Arge Cheftrainer: Jóhan Nielsen                                 |
| NSÍ Runavík    | Jens Martin Knudsen – Búgvi Jacobsen, Dánial Pauli Jensen, Arnfinn Langgaard, Terji L. Hansen – Oddfríður Gaardbo, Jóan Petur Langgaard , Kim Truesen, Ingolvur Gunnarson – Jack Jacobsen, Sverri Justinussen Cheftrainer: Kim Truesen ( Dänemark) |
| Platzverweise  | keine – Trygvi Mortensen |
| Besonderheiten | Bogi Dam sowie Ivan Weihe wurden auf Seiten von HB Tórshavn sowie Trygvi Mortensen und Símun Danielsen auf Seiten von NSÍ Runavík eingewechselt, wer für sie ausgewechselt wurde, ist nicht bekannt.                                               |